# John Nelson (pływak)
John Mauer Nelson (ur. 8 czerwca 1948 w Chicago) – amerykański pływak. Trzykrotny medalista olimpijski.
Specjalizował się w stylu dowolnym. Wziął udział w letnich igrzyskach w (1964 i 1968). W 1964 zajął drugie miejsce na dystansie 1500 metrów kraulem, cztery lata później został mistrzem olimpijskim w sztafecie 4 × 200 metrów stylem dowolnym oraz zajął trzecie miejsce na dystansie 200 metrów tym stylem. W 1966 pobił rekord świata na dystansie 400 metrów kraulem (4:11,8 min), jednak jeszcze tego samego dnia został on poprawiony przez Dona Schollandera (4:11,6 min). W sztafecie był zwycięzcą uniwersjady w 1967.